# مقاطعة كولفاكس (نبراسكا)
مقاطعة كولفاكس (بالإنجليزية: Colfax County)‏ هي إحدى مقاطعات ولاية نبراسكا في الولايات المتحدة الأمريكية.